# Jim Messina (musicus)
Jim Messina (Maywood, 5 december 1947) is een Amerikaans zanger, songwriter, gitarist en platenproducer. Hij speelde korte tijd in Buffalo Springfield, enkele jaren in Poco en vormde zeven jaar lang een duo met Kenny Loggins.

## Biografie
Messina werd geboren in Californië en groeide zijn eerste jaren op in Harlingen, een stadje in Texas. Toen hij acht jaar oud was, scheidden zijn ouders en groeide hij deels bij zijn moeder in Texas en deels bij zijn vader in Californië op. Zijn vader was semi-beroepsmusicus en was van grote invloed op zijn muzikale ontwikkeling.
Vanaf zijn vijfde speelt hij gitaar en gedurende zijn jeugd werd hij beïnvloed door artiesten als Elvis Presley en Ricky Nelson. Vervolgens hield surfmuziek hem in zijn greep, wat ook de stijl werd voor zijn eerste highschool-bandje Jim Messina & His Jesters. Met de band wonnen ze verschillende lokale talentenjachten en namen ze in 1966 een album op. Succes leverde het album aan het eind van het surftijdperk echter niet op.

### Platenwereld en Buffalo Springfield
Nog steeds een tiener, ging hij in 1965 aan het werk als muziektechnicus voor Ibis Records. Hij ontwikkelde zich en mixte sessies voor James Burton, Jerry Allison van The Crickets en andere bekende artiesten. Ondertussen kampte Buffalo Springfield om allerlei redenen met personeelsproblemen en werd Messina gevraagd in te vallen voor Bruce Palmer. Ook werkte hij mee als bandlid en producer van hun derde en laatste album Last time around.

### Poco
Na de ontbinding van Buffalo Springfield richtte hij met een van de zangers, Richie Furay, en andere musici als steelgitarist Rusty Young de formatie Poco op. Hoewel deze groep hechter was, vertrok bassist Randy Meisner nog voor het eerste album af was. Hierdoor nam Messina veel van de baspartijen voor zijn rekening op zowel het album Pickin' up the pieces als tijdens de optredens. Hij speelde verder nog mee tijdens de opnames van Poco en het livealbum Deliverin' en keerde toen terug naar de platenindustrie.

### Samenwerking met Kenny Loggins

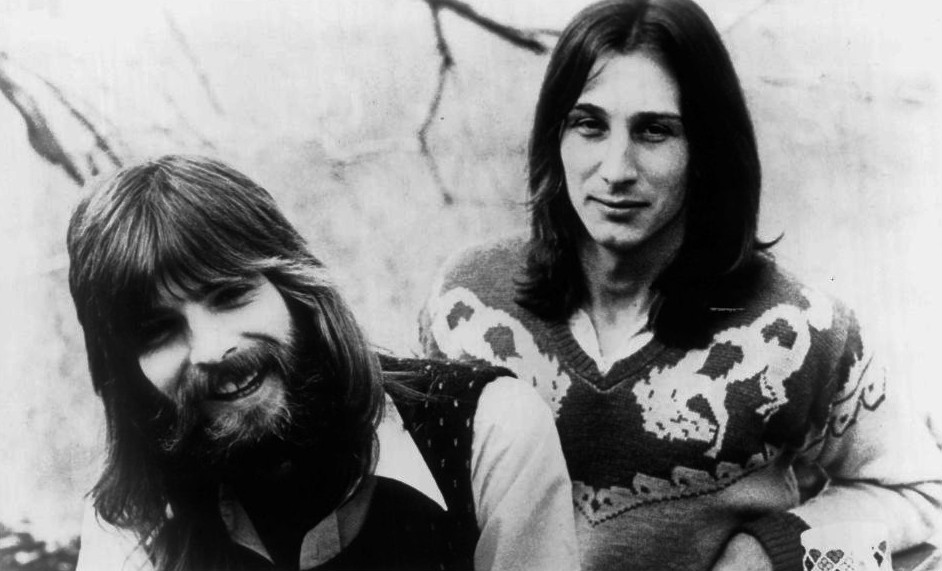
Loggins en Messina, 1974

In 1970 kwam hij hier aan het werk als producer voor Columbia Records. Zijn eerste productie was het debuutalbum Sittin' in voor de zanger Kenny Loggins. Messina speelde partijen in op een elektrische en akoestische gitaar, en zong op de achtergrond en in sommige liedjes ook de leadzang.
Als gevolg was een nieuw duo geboren, Loggins and Messina, dat optredens gaf en in zeven jaar tijd negen albums uitbracht. Bij elkaar werden 16 miljoen exemplaren verkocht. In Nederland bereikten My music en Your mama don't dance in 1973 de Top 40; een jaar eerder hadden ook al twee platen in de Tipparade gestaan.

### Solo en najaren
Hierna kwamen enkele jaren van rust, tot hij in 1979 toe was aan een solocarrière. In de eerste vier jaar bracht hij drie albums uit. De albums kenden niet het succes dat hij in voorgaande formaties had gekend en vanaf 1983 bleef het enkele jaren stil rond hem.
In 1989 voegde hij zich bij de voormalige leden van Poco voor een reünietournee. Ook brachten ze in deze tijd het album Legacy uit. In 1996 kwam hij nog met een album met deels oud materiaal, getiteld Watching the river run. In 2005 ging hij voor het eerst in 29 jaar weer op tournee met Kenny Loggins en brachten ze ook een cd/dvd uit.
In 2009 bracht hij sinds lange tijd weer een soloalbum uit, de ep Under a mojito moon part-1. Dit mini-album bevatte vier nieuwe liedjes en twee nieuwe opnames van ouder werk; allen gespeeld op de Flamencogitaar. Ook maakte hij dat jaar een tournee met Loggins en ging hij een jaar later solo op een tournee die hij in Tucson, Arizona, afsloot met een avondvullend optreden met Richie Furay.
In 2012 verscheen een live cd- en dvd.

## Discografie

### Jim Messina & His Jesters
- 1964: The dragsters

### Buffalo Springfield
- 1968: Last time around

### Poco
- 1968: Pickin' up the pieces
- 1969: Poco
- 1970: Deliverin'
- 1989: Legacy

### Loggins and Messina
- 1971: Sittin' in
- 1972: Loggins & Messina
- 1973: Full sail
- 1974: On stage
- 1974: Mother lode
- 1975: So fine
- 1976: Native sons
- 1976: Finale
- 1977: The best of friends
- 2005: Sittin' in again (cd/dvd)

### Solo
- 1979: Oasis
- 1981: Messina
- 1983: One more mile
- 1996: Watching the river run
- 2005: Watching the river run (revisited)
- 2009: Under a mojito moon part-1 (ep)
- 2012: "Live" at the Clark Center for the Performing Arts

- Bibsys: 13061593
- Bibliothèque nationale de France: cb13937031q (data)
- International Standard Name Identifier: 0000 0000 7989 4182
- Library of Congress Control Number: n93037179
- MusicBrainz: a04d3ca8-78e2-4f71-825c-c5c1e9d8b77b
- Nationale Bibliotheek van Tsjechië: xx0103427
- Nederlandse Thesaurus van Auteursnamen: 099453339
- Virtual International Authority File: 56145971343232331003